# Sunrise (Norah Jones)
Sunrise è un singolo della cantante e pianista statunitense Norah Jones, pubblicato il 12 gennaio 2004 come primo estratto dal secondo album in studio Feels like Home.

## Descrizione
Scritta e prodotta da Norah Jones e da Lee Alexander, Sunrise è una canzone soul, scritta dal punto di vista di chi si chiede se l'amore per il proprio partner sia pienamente ricambiato o meno. 
Nel 2005 il singolo ha vinto il Grammy Award alla miglior interpretazione vocale femminile pop. Si tratta della seconda vittoria di Jones in questa categoria: nel 2003 si era aggiudicata la vittoria grazie al brano Don't Know Why.

## Tracce
1. Sunrise – 3:21
2. Moon Song – 2:43

## Classifiche
| Classifica (2004) | Posizione massima |
| ----------------- | ----------------- |
| Austria           | 44                |
| Belgio (Fiandre)  | 59                |
| Germania          | 53                |
| Irlanda           | 47                |
| Italia            | 13                |
| Nuova Zelanda     | 29                |
| Paesi Bassi       | 58                |
| Regno Unito       | 30                |
| Svizzera          | 84                |

## In altri media
La canzone è presente all'interno dei film Il mio amico a quattro zampe (2005), Bride Wars - La mia migliore nemica (2009) e Benvenuti al Sud (2010).